# 1月の雨を忘れない
「1月の雨を忘れない」（いちがつのあめをわすれない）は、1988年1月21日に発売されたTHE ALFEE29枚目のシングル。

## 概要
両曲共に前月発売アルバム『U.K. Breakfast』からのシングル・カットであり、アルフィーとしては1982年発売「SUNSET SUMMER」以来5年振りのリカット。
売上は6.9万枚。オリコンチャートトップ10入り(初登場4位 初週売上 28,810枚)を果たした作品の中では、リカットという特性が作用したためか、初めて売上が10万枚を下回った。 
「サファイアの瞳」以来4作振りの桜井賢によるリード・ヴォーカル。
カップリング曲「Girl」がフジテレビ系ドラマ『桃色学園都市宣言!!』の主題歌として使用された。
カップリング曲のみタイアップがついたシングル曲は、2017年発売の「創造への楔」でタイアップがつくまでは、長らく本作が最後であった。

## 収録曲
1. 1月の雨を忘れない
  - 作詞・作曲：高見沢俊彦　編曲：THE ALFEE

テレビ番組では、リード・ヴォーカルを担当した桜井がベースを持たず歌う姿（立ち位置はセンター）が見られた。
2. Girl
  - 作詞・作曲：高見沢俊彦　編曲：THE ALFEE with 井上鑑

## 収録作品
- THE ALFEE THE BEST（#1）
- Promised Love -THE ALFEE BALLAD SELECTION-（#1）
- THE ALFEE SINGLE HISTORY VOL.III 1987-1990（#1,2）
- THE ALFEE 單曲全集二（#1）
- THE ALFEE EMOTIONAL LOVE SONGS（#1）
- THE ALFEE 30th ANNIVERSARY HIT SINGLE COLLECTION 37（#1）

## カタログ
- シングルレコード：7A 0814（発売当時の定価は700円）
- カセットテープ：10P 13195（発売当時の定価は1000円）
- 8cmCD：S10A 0137 （1988年6月21日発売・発売当時の定価は1000円。後に税込937円に変更）